# 키샤르
키샤르(Kishar, 𒆠𒊹)는 아카드 서사시 에누마 엘리시에서 라흐무와 라하무의 딸로, 티아맛과 압주의 첫 아이였다. 그녀는 여자 사제로서, 남자 사제인 안샤르의 누이이며 아내였고, 아누의 어머니였다. 키샤르는 하늘인 안샤르에 대해서 땅을 대표하며 땅의 어미 여신으로 보일 수 있다.